# Відкритий чемпіонат США з гольфу
Відкритий чемпіонат США з гольфу (англ. United States Open Championship) — один з чотирьох найпрестижніших у світі щорічних турнірів із гри в гольф, що входить водночас до PGA туру та Європейського туру. Турнір проводиться Асоціацією гольфу Сполучених Штатів у середині червня з таким розрахунком, щоб, у разі відсутності затримок через дощову погоду, його останній день збігався із Днем батька в США, тобто припадав на третю неділю червня.
Місце проведення щороку змінюється. Траса вибирається складною, з акцентом на точність першого удару. Зазвичай навіть у лідерів результати в районі пару.